# Heliophanus splendidus
Heliophanus splendidus là một loài nhện trong họ Salticidae.
Loài này thuộc chi Heliophanus. Heliophanus splendidus được Wanda Wesołowska miêu tả năm 2003.